# Gruppo operativo-strategico "Pivnič"
Il Gruppo operativo-strategico "Pivnič" (in ucraino Оперативно-стратегічне угруповання військ «Північ»?, Operatyvno-stratehične uhrupovannja vijs'k «Pivnič», OSUV "Pivnič", lett. "Nord"), è una formazione delle Forze terrestri ucraine, costituita durante l'invasione russa dell'Ucraina del 2022 e responsabile del fronte settentrionale, lungo il confine con la Bielorussia e con le regioni russe di Brjansk e Kursk.

## Storia
In seguito allo scoppio dell'invasione su vasta scala dell'Ucraina da parte della Russia l'esercito ucraino ha subito una rapida e importante espansione, senza però modificare la propria struttura di comando basata su quattro comandi regionali ("Nord", "Sud", "Est" e "Ovest"), che a dispetto della denominazione sono enti amministrativi e non operativi. Sono stati perciò costituiti 4 cosiddetti "gruppi operativi-strategici" per supervisionare le operazioni di combattimento, i quali a loro volta comprendono diversi gruppi tattici creati ad hoc per settori particolari del fronte.
Costituito inizialmente come OSUV "Polissja", il Gruppo "Pivnič" ha assunto la denominazione attuale nell'aprile 2022 ed è responsabile del fronte settentrionale. Sotto il comando del tenente generale Serhij Najev, nelle prime fasi del conflitto ha coordinato le operazioni durante l'offensiva russa su Kiev, le battaglie di Černihiv e di Sumy e la successiva controffensiva che ha portato alla liberazione di tutte le regioni del nord dell'Ucraina. A partire dalla seconda metà del 2022 nel suo settore di competenza non ci sono stati nuovi tentativi di avanzata da parte russa, e le unità ucraine in queste zone sono soltanto schierate a protezione dei confini.

## Comandanti
- Tenente generale Serhij Najev (2022 - 2024)[7]
- Brigadier generale Oleksij Šandar (2024 - in carica)